# 神澤直也
神澤 直也（かんざわ なおや、1997年7月15日 - ）は、日本の俳優。東京都出身。2018年からミュージカルカンパニー イッツフォーリーズに所属。舞台芸術学院SA科卒。

## 出演

### 舞台
- イッツフォーリーズライブ「平和をうたおう」(2018年 上野水上音楽堂)
- ミュージカル「ルドルフとイッパイアッテナ」おまわりさん役(2019年)
- きかんしゃトーマスファミリーミュージカル「ソドー島のたからもの」ケン役(2019年)
- ミュージカル「空気のなくなる日」(2019年3月 俳優座劇場)
- Air studio Produce 「SAKURA」(2019年両国 エアースタジオ)
- Sweet Arrow Theatricals Presents「You’re a Good man,Charlie Brown」(2020年 シアター風姿花伝)
- イッツフォーリーズ公演ミュージカル 「ナミヤ雑貨店の奇蹟」(2020年 俳優座劇場)
- 「シアターストーリータイム〜親子で観る絵本の世界〜」(2021年 シアター1010)
- 「絵本音楽会「ぽっぷ〜受け継がれる絵本達〜」(2020年)
- 横浜桜座プロデュース公演「Don’t say you can’t」(2021年 横浜ラポール　ラポールシアター、下北沢駅前劇場)
- ミュージカル座　ミュージカル「ボードビル」(2021年 IMAホール)
- ブロードウェイ・ミュージカル「エニシング・ゴーズ」(2021年 明治座)
- イッツフォーリーズ公演ミュージカル 「魍魎の匣」関口巽役(2021年 オルタナティブシアター)
- きかんしゃトーマスファミリーコンサート「ソドー島のメリークリスマス」(2022年)
- 日本劇団協議会 音楽劇「ミルクマンの朝は早い」(2022年 スペースゼロ)
- ブイラボミュージカル「カンバス・キャンパス」(2022年 ライブQ)
- 日本劇団協議会「WHITE」(2022年 ウエストエンドスタジオ)
- 三ツ星キッチン「mother」(2022年 ザ・ポケット)
- 舞台「アルキメデスの大戦」(2022年 シアタークリエ、ドラマシティ)
- スタジオライフ「La Passion de L’Amour」(2022年 ウエストエンドスタジオ)
- ミュージカル座「スター誕生」(2022年 中目黒キンケロ・シアター)
- イッツフォーリーズ公演 ミュージカル「聲の形」真柴智役（2023年、サンシャイン劇場）[2]
- ミステリ・ミュージカル『ルームメイトと謎解きを』（2023年 サンシャイン劇場）[3]
- GroupB presents ミュージカル「ツミとバツ」(2023年 上野ストアハウス)
- 「タイタス・アンドロニカス」(2023年 神楽坂セッションハウス)
- ミュージカル・ユニットWAO 本公演「かえるのロッキンチェア」(2023年 アトリエ第Q藝術)
- イッツフォーリーズ公演 ミュージカル「鉄鼠の檻」（2024年、紀伊國屋サザンシアター TAKASHIMAYA、サンケイホールブリーゼ）[4]
- 舞台「幕が上がる」（2024年、シアター1010、箕面市立文化芸能劇場）[5]
- 劇団ミュ Op.2 ミュージカル「추락 -墜落-」（2024年、ウッディシアター中目黒）[6]
- ミュージカル「魔女の宅急便」（2025年、マカオ、新国立劇場 中劇場）[7]

### テレビ
- TBSテレビ金曜ドラマ「トリリオンゲーム」」　(2023年)
- TBSテレビ「消えた天才」　(2019年1月27日)
- TBSテレビ「プロ野球選手の妻たち SP」　(2019年)
- BS朝日「ザ・偉人伝 船村徹編」　(2019年)
- BS朝日昭和偉人伝「川上哲治」「中村泰士・古関裕而」編」　(2018年)

### その他
- 国税庁 Web-Tax-TV  「脱税を見逃さない！国税査察官の仕事」(2020年)
- JT 企業 CM 「同期を想う編」(2019年)
- 東放学園映画専門学校ショートムービー「バッドボーイズ」(2019年）
- さかいゆうMV「You're Something」ダンサー